# Svatý rok 2033
Mimořádný jubilejní Svatý rok 2033 navazuje na řadu Svatých roků, které se konají v katolické církvi od roku 1300 a to v řádném, pokud možno, 25letém časovém odstupu. Kromě těchto řádných Svatých roků papežové vyhlašují také mimořádné Svaté roky, jako je plánovaný Svatý rok 2033. Na rok 2033 připadá 2000. výročí od Ježíšovy smrti, Zmrtvýchvstání, Nanebevstoupení a Letnic.

## Poklad pro mimořádný Svatý rok
Tomuto Jubileu vykoupení předcházely již 2 mimořádné Svaté roky vykoupení. Poprvé se Jubileum vykoupení slavilo v roce 1933. Mimořádné jubileum bylo vyhlášené Piem XI. k 1900. výročí vykoupení. V roce 1983 (Jubilejní svatý rok 1933) byl mimořádný Svatý rok zasvěcený 1950. výročí vykoupení. Konal se od 2. dubna 1933 do 2. dubna 1934.

## Vzdálená příprava

### Přípravy v Římě
V Římě již začala vzdálená příprava na jubileum 2033. Např. v roce 2023 se sešli starosta Říma Roberto Gualtieri, náměstek Alfredo Mantovano a biskup Rino Fisichella, aby zhodnotili práce na římském metru, aby byly dokončeny k jubileu 2033.

### Podpůrný projektEvangelization 2033
Jeden z projektů pracující na přípravě tohoto jubilea vychází z celkové koncepce nové evangelizace, kterou koncipovali papežové Jan Pavel II., Benedikt XVI. i papež František, kteří vyzývají k nové evangelizaci, jež je základním posláním církve. Jedná se o pokračování projektu Evangelizace 2000, jejímž zakladatelem byl R.D. Tom Forrest (1927–2018), který v roce 1985 a spolu s dalšími spoluzakládajícími kontinentálními řediteli založil Evangelizaci 2000, aby se Boží lid v katolické církvi vzdělával v oblasti evangelizace a misie. Prvními iniciativami byly velké kněžské rekolekce v Římě v roce 1990 a zasvěcení desetiletí 1990–2000, které bylo popsáno jako „Projekt podporující desetiletí evangelizace v očekávání Velkého jubilejního roku“.
Po skončení roku 2000, v souladu s vizí papeže Jana Pavla II. o novém tisíciletí, nebyl čas spočinout u vesla, ale „jít vpřed s nadějí!. Nové tisíciletí se před církví otevírá jako obrovský oceán, na který jsme povinni se vydat“ . V roce 2009 se tedy název změnil na Evangelizace 2033. Rok 2033, připomíná 2000. výročí umučení, smrti a vzkříšení Ježíše Krista. A v očekávání tohoto jubilea Evangelizace 2033 pokračuje ve stejné vizi Evangelizace 2000: dát poznat Krista až na samý konec Země.
Tento projekt je pouze podpůrný a neznamená iniciativu, kterou lze ztotožnit s jedinou osobností, hnutím nebo ideologií v církvi; nejedná se o nějaké další nové hnutí ani o nějaký paralelní směr s církví nebo jakýmkoli způsobem mimo církevní autoritu na místní a regionální úrovni. Evangelizační školy a iniciativy Evangelizace 2033 působí vždy se souhlasem a požehnáním místního biskupa.